# Piotr Maszyński
Piotr Maszyński (Varsòvia, 31 de juliol de 1855 - 1 d'agost de 1934) fou un compositor polonès, director d'orquestra i professor.
Estudià en la seva ciutat natal i el 1878 va veure premiada una obra coral Chor zniviarzy, i després d'haver fet un viatge per l'estranger s'establí a Varsòvia com a professor i director d'orquestra.
Va publicar, melodies vocals, peces per a piano i violí, quartets, fragments simfònics, etc.

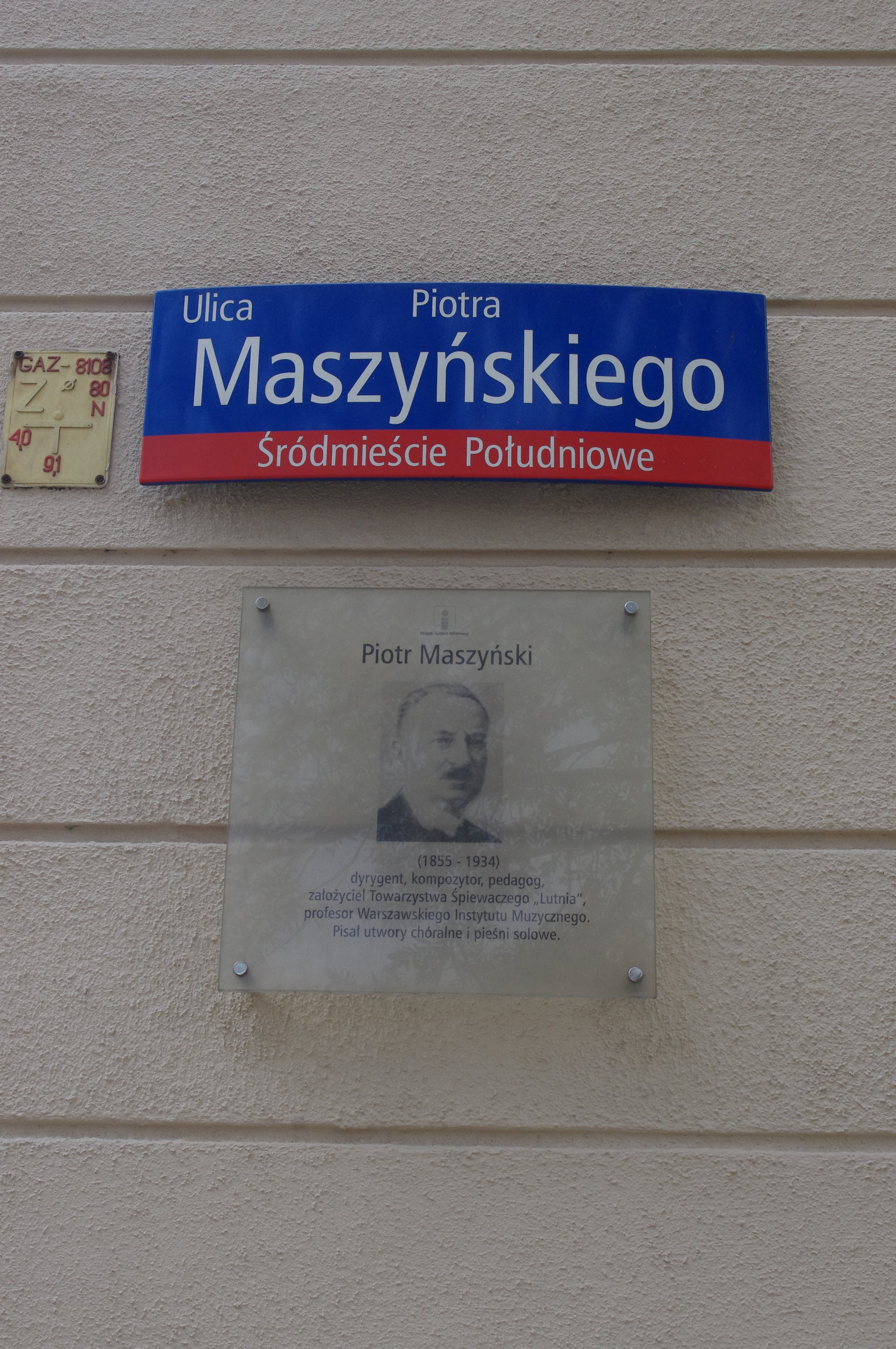
Placa commemorativa dedicada a Piotr Maszins-ki